# Garuda-purana
El Garuda-purana es uno de los Puranas, obras que forman parte del cuerpo de los textos hinduistas conocidos como smriti (‘tradición’, en contraposición a los sruti, ‘escuchados [directamente de los dioses]’).

## Nombre sánscrito
- garuḍapurāṇa en el sistema AITS (alfabeto internacional para la transliteración del sánscrito).[1]
- गरुडपुराण en escritura devanagari del sánscrito.[1]
- Pronunciación:
  - [garudá puraná] en sánscrito[1] o bien
  - [garúda purána], [garúd purán] o [gorúd purán] en varios idiomas modernos de la India.
- Etimología: ‘las leyendas del pájaro Garuda’.[1]
  - garuḍa (‘devorador’) proviene de la antigua palabra sánscrita gṝ ([grrí]): ‘devorar’, que ya aparece en el Rig-veda (el texto más antiguo de la India, de mediados del II milenio a. C.).[1]

La palabra grri proviene de una antiquísima palabra indoeuropea desconocida, que se convirtió en otras palabras en idiomas europeos:
- grrlo (‘comer’) en eslavo
- gerru (‘beber’) en lituano
- žora en ruso
- glutio (‘deglutir’) y gula en latín

Quizá el pájaro Garuda fue llamado ‘devorador’ porque originalmente fue identificado con el fuego ―que todo lo consume― de los rayos del sol.
Según el Sanskrit-English Dictionary de Monier Monier-Williams, Garuda es un pájaro mítico (jefe de la raza de los seres emplumados, enemigos de la raza de las serpientes), vehículo del dios Visnú. Era hijo del sabio Kashiapa con su esposa Vinata. Poco después de su nacimiento, su brillante lustre asustó a los dioses, que supusieron que era el propio dios Agni, y le pidieron su protección. Cuando descubrieron que él era Garuda, lo elogiaron como el ser más alto, y lo llamaron Fuego y Sol.
Aruna, el auriga del Sol o el amanecer personificado, es el hermano mayor o menor de Garuda.
La diosa Suajá, la esposa del dios Agni, adopta la forma de una mujer pájaro, Garudi o Suparni para casarse con Garuda.
- - purāṇa: ‘antiguo’, leyendas, historias.

## Contenido
El Garuda-purana contiene supuestas instrucciones del dios Visnú a su vajana (‘vehículo’ o ‘portador’), el águila antropomorfa Garuda, el rey de las aves.
Se explican temas de astrología, fisiognomía o frenología, medicina, gramática y descripción de las cualidades de las piedras preciosas (describe por ejemplo las nueve perlas, que incluye no solo la conocida perla de ostra y de caracola, sino también otras mitológicas: perla de cobra, perla de jabalí, perla de elefante, perla de bambú, perla de ballena, perla de peces y perla de nube.
El Garuda-purana es uno de los Puranas visnuistas (habiendo otros shivaístas y shaktistas).
Los otros miembros de este grupo visnuista son el Visnú-purana, el Nárada-purana, el Bhágavata-purana, el Padma-purana y el Varaja-purana.
El Garuda-purana tiene 19 000 slokas (versos o líneas), lo que lo convierte en un Purana de tamaño mediano.
El Skanda-purana, por ejemplo, tiene 81 000 slokas, y el Markandeia-purana solo 9000.
Los 19 000 slokas del Garuda-purana se dividen en dos partes: «purva khanda» (‘anterior parte’) y «uttara khanda» (‘superior parte’).
Cada khanda tiene varios capítulos (adhiaia).
El «purva khanda» es mucho más largo, tiene 234 capítulos.
El «uttara khanda» solo tiene 45 capítulos.
La segunda mitad de este Purana trata acerca de la vida después de la muerte.
Es común que mientras se crema el cadáver de un ser querido, un hinduista lea en voz alta algunos capítulos.

## Resumen

### Cómo se creó elGaruda-purana
Sutá Goswami era un religioso muy erudito. Era muy versado en los Puranas y en otros shastras (‘textos sagrados’), y estaba muy dedicado al dios Visnú.
El sabio Viasa enseñó los Puranas a uno de sus discípulos llamado Roma Járshana.
Fue llamado así porque cuando escuchó los Puranas de labios de su maestro, el vello (roma, en sánscrito) de su cuerpo se erizó debido a la emoción (harshana).
Este Roma Járshana relató los Puranas a todos los demás religiosos, discípulos de Viasa.
El Bhagavata-purana (siglo XI d. C.) dice que Roma Járshana tuvo un hijo llamado Sutá Goswami y que fue este hijo quien relató la historia de este particular Purana a los otros sabios.
Por otra parte, Roma Járshana mismo pertenecía a la casta sutá, por lo que padre e hijo podrían haber sido la misma persona.
De la lectura del Garuda-purana, se tiene la impresión de que es Roma Járshana mismo quien está relatando la historia, y no su hijo.
Volviendo al punto, Romajárshana llegó a un inmenso bosque conocido como Naimisha Arania.
Se sentó allí y pasó mucho tiempo solo, pensando en el dios Visnú y recitando oraciones dedicadas a él.
Varios otros rishis (sabios), dirigidos por Sháunaka Rishi también llegaron a la selva, para realizar sacrificios que contrarrestaran los efectos de la inminente era de Kali.
Le dijeron a Roma Járshana, «Sabio, tú lo sabes todo. ¿Quién es el dios de todos los dioses? ¿Quién debe ser adorado? ¿En qué medita cada persona? ¿Quién puede destruir el mal? ¿Cómo fue creado el mundo? ¿Qué es la religión correcta? Dinos todas estas cosas y más».
Roma Járshana respondió: «Lo haré. Les recitaré el Garuda-purana.
Hace muchos años, el gran pájaro Garuda le recitó este mismo Purana al sabio Kashiapa, y yo lo aprendí de mi maestro Viasa.
Pero primero déjenme recitar la lista de los 22 avataras de Visnú.

### Los avatares de Visnú
- La primera encarnación (Vámana) fue como un muchacho joven. De esta manera, Visnú adoptó el celibato (brahmacharya) y realizó difíciles tapasia (austeridades).
- La segunda encarnación fue como un jabalí (Varaja). De esta manera, Visnú rescató a la Tierra desde el inframundo.
- La tercera encarnación fue como un gran sabio (deva rishi), Nárada. De esta forma, Visnú difundió el conocimiento de varios textos (tantras).
- La cuarta encarnación fue como los dos sabios llamados Nara y Naraiana.
- La quinta encarnación fue como el gran sabio Kapilá. Kapilá enseñó a su discípulo Asuri la maravillosa filosofía conocida como el yoga samkhia teísta.
- La sexta encarnación fue como el sabio Dattatreya, el hijo de Atri y Anasuya.
- La séptima encarnación tuvo lugar en el manwantara conocido como Sváyambhuva. Visnú nació como el hijo de Ruchi y Shakti y realizó muchos iagñás (sacrificios).
- En la octava encarnación, Visnú nació como el hijo de Nabhi y Meru. Su nombre era Urukrama. Él enseñó a todos el camino recto de la vida.
- En la novena encarnación, Visnú se convirtió en el rey Prithú, que cultivó los primeros cereales para el consumo humano.
- La décima de las encarnaciones de Visnú fue como un pez (Matsia). Salvó a Manu de la inundación que destruyó el mundo.
- En la undécima encarnación, Visnú adoptó la forma de una tortuga (Kurma). Así ayudó a los dioses (devas) y a los demonios (asuras) que querían batir el océano de leche (samudra manthana) para extraer amrita (néctar de la inmortalidad).
- La duodécima encarnación fue como Dhanwantari, médico de los dioses y autor de la medicina aiurvédica.
- El decimotercer avatara fue la diosa Mojini. De esta manera, Visnú adoptó el cuerpo de una bella mujer con el fin de robar a los demonios el amrita (la bebida que da inmortalidad).
- En la decimocuarta encarnación, Visnú se convirtió en Nara Simja, un ser mitad hombre y mitad león. Mató al malvado asura Jirania Kashipú.
- La decimoquinta encarnación de Visnú fue como un enano (Vámana). Así engañó al asura Bali y reubicó a los dioses en el cielo.
- En la encarnación decimosexta, Visnú se convirtió en Parashú Rama, el bráhmana que mató a todos los chatrías (guerreros) del mundo veintiuna veces.
- La encarnación decimoséptima fue como Viasa, el hijo de Parasará y Satiávati. Viasa dividió los Vedás en cuatro.
- La decimoctava encarnación de Visnú fue como el sabio volador Nárada.
- La decimonovena encarnación fue como Rama.
- La vigésima encarnación fue como Krisna.
- En la vigésimo primera encarnación, Visnú se convirtió en Buda, cuyo propósito fue engañar a los ateos y acercarlos a la religión por medio de la no violencia.
- La vigésimo segunda encarnación está aún por venir. Visnú nacerá como Kalki, con el fin de destruir a la humanidad malvada del final de la era de Kali y restaurar la justicia.

Ha habido varias otras encarnaciones de Visnú. Pero las mencionadas anteriormente son las más importantes.

### Lista de castigos en los diferentes infiernos
| Infierno       | Pecados                                                                              | Castigo en el infierno.                                                        |
| Tamishra       | Robo de la propiedad de otros incluyendo a la esposa, hijos y pertenencias           | Es golpeado con una gada (maza).                                               |
| Andha Tamishra | Esposa que engaña a su esposo                                                        | Es tirada a un abismo, una y otra vez.                                         |
| Raurava        | Destruir la familia de otro, o sus pertenencias                                      | Los kinkaras de Iama le atraviesan los órganos vitales con tridentes.          |
| Maja Raurava   | Destruir la propiedad y la familia de otro para adquirirlos                          | Un gran animal salvaje (gurú: ‘pesado’) lo tortura de varias maneras.          |
| Kumbhipaka     | Destruir vidas inocentes para comer                                                  | Los kinkaras de Iama lo asan en un tanque de aceite hirviendo.                 |
| Kalasuthira    | Torturar a los padres y ancianos, o hacerles pasar hambre                            | El mismo trato en el infierno.                                                 |
| Asipathira     | Utilizar a Dios y las prácticas religiosas para obtener un beneficio económico       | Tortura mediante malos espíritus, que producen miedo.                          |
| Panrimukha     | Castigar a personas inocentes o realizar actividades ilegales                        | Es deshecho por los afilados dientes de un animal parecido a un jabalí.        |
| Anthakupa      | Torturar personas y realizar actividades inhumanas                                   | Es perseguido y mordido por animales salvajes.                                 |
| Agni Kunda     | Robar propiedad ajena por la fuerza, obteniendo una ventaja indebida                 | Es asado en un agni kunda (laguna de fuego), atado de pies y manos.            |
| Vajra Kandaka  | Relaciones sexuales con personas de otra casta                                       | Tiene que abrazar una estatua de hierro al rojo vivo.                          |
| Kimiri bhojana | Supervivencia egoísta, comer del trabajo ajeno                                       | Insectos se introducen en el cuerpo.                                           |
| Sanmali        | Relaciones sexuales con kamukas                                                      | Paliza con gada (maza de metal).                                               |
| Vaitharani     | Uso de un puesto estatal para obtener beneficios indebidos                           | Es sumergido en el río Vaitharani, de sangre, orina y excremento.              |
| Buyoga         | Conducta desvergonzada y lujuriosa, tener relaciones sexuales indiscriminadamente    | Es mordido por insectos y animales venenosos.                                  |
| Prayanyoga     | Torturar y matar otros seres vivos                                                   | Los kinkaras de Iama le atraviesan los órganos vitales con flechas.            |
| Pasusava       | Torturar una vaca (todos los dioses están en la vaca)                                | Le dan latigazos con cañas.                                                    |
| Sarameyathana  | Participar en una masacre o envenenamiento                                           | Tortura por parte de animales salvajes desconocidos.                           |
| Avisi          | Dar testimonio falso, calumniar                                                      | Es sumergido y torturado.                                                      |
| Paribathana    | Tomar (o hacer que otro tome) bebidas alcohólicas                                    | Le hacen beber lava.                                                           |
| Sharakarthama  | Difamar a personas mayores                                                           | Espíritus desconocidos torturan sus órganos vitales.                           |
| Rakshogana     | Realizar sacrificios humanos (narametha yaga) y comer comida no vegetariana          | Las víctimas de la tortura nacen en este lugar para torturar al pecador.       |
| Sulaproga      | Matar a personas inocentes, dominar mentalmente, suicidarse y realizar droha nambike | Aves desconocidas picotean al pecador, y se lo tortura con shulas (tridentes). |
| Susimuga       | Hacerse rico con medios indebidos                                                    | Se lo araña con uñas, y se lo tortura con hambre y sed.                        |
| Kunthasutha    | Hacer siempre el mal a los demás                                                     | Lo pican insectos como el escorpión.                                           |
| Vadaroga       | Torturar seres vivos                                                                 | Es esposado y quemado en el fuego.                                             |
| Piravarthana   | Difamar a un huésped y no tratarlo bien                                              | Se lo tortura con hambre y sed.                                                |
| Lalapakshuga   | Torturar a la esposa y prostituirla                                                  | El mismo trato en el infierno.                                                 |

### Acerca de los fantasmas bhuta
En el capítulo 7 del Garuda-purana (siglo VI d. C.) se explica cómo se forman los bhutas (fantasmas).
Una vez al año, los familiares de un varón muerto deben realizar un ritual sraddha.
Este rito anual se lleva a cabo presentando una ofrenda de pindas (tortas de arroz o de trigo) a los antepasados. Entre los muchos aspectos de este ritual, el más importante es ofrecer pindas y otros alimentos a los sacerdotes brahmanes que realizan el ritual.
El Garuda-purana discute alrededor de 17 tipos de fantasmas y algunos de ellos narran los incidentes por los cuales fueron castigados a convertirse en fantasmas.
La formación de cinco tipos de fantasmas se discute a continuación.
- Un iayamana (ejecutante de ritual) comió los alimentos cocinados antes de habérselos ofrecido a los sacerdotes y a los antepasados. Al morir se convirtió en un fantasma.
- Un ladrón entró en una casa aparentemente vacía para robar las joyas de una mujer. El pequeño hijo de la mujer estaba tomando agua de una jarra, pero el ladrón tomó la jarra de agua y la bebió toda. El niño murió debido a la deshidratación. Al descubrir la muerte de su hijo, la mujer se suicidó arrojándose en un pozo. El ladrón al morir se convirtió en fantasma.
- Dos amigos ―uno rico, y el otro, pobre― estaban haciendo negocios e invirtieron todo lo que tenían. Su negocio terminó en pérdida y abandonaron la población en un bote. Mientras el amigo rico dormía, el pobre lo arrojó fuera de la embarcación ―en la India las personas no sabían mantenerse a flote―, y se llevó todo el dinero que este tenía. La viuda del hombre rico, al enterarse de la muerte de su marido, se suicidó. El amigo pobre, al morir de vejez, se convirtió en un fantasma.
- Había una persona rica. Vivía con sus padres y un hermano menor. Los dos hermanos se amaban. Una persona malvada creó problemas entre ellos mediante rumores, y el hermano mayor maltrató a su hermano menor y lo despidió de la casa paterna. El hermano menor sufrió por falta de comida, ropa y refugio. Sin que el primogénito se enterara, los padres ayudaron al hijo menor. Sin embargo el primogénito se enteró. Entonces ató sus padres con cadenas de hierro y los dejó en un templo abandonado. Incapaces de soportar la humillación, ambos padres consumieron veneno y murieron. El hermano menor también murió debido a la desnutrición. El hermano mayor, al morir años después, se convirtió en un fantasma.
- Un sacerdote brahmán robó los adornos de oro que adornaban los murtis (ídolos) de los dioses. El rey, al enterarse del robo a las deidades, ordenó ejecutar a un ladrón inocente. El rey no sabía que quien había robado las joyas había sido el brahmán. En la oscuridad de la noche, el brahmán ingresó al dormitorio del rey ―ya que los a los brahmanes no se les prohibía la entrada a ningún lugar―, lo mató, y se llevó todas sus joyas. Se ocultó en la selva profunda, donde fue muerto por un tigre, y se convirtió en un fantasma.

Los fantasmas eligen los siguientes lugares para vivir:
- Las aldeas y ciudades donde los habitantes no siguen los preceptos de los Vedas.
- Los lugares donde existen falsedad y la maldad.
- Donde no hay fe en el dharma, ni perdón, ni paciencia ni conocimiento espiritual.
- Donde las personas no realizan rituales sraddha cada año para sus pitris (antepasados).

Todos estos detalles se proporcionaron como una conversación entre un recitador del Rig-veda y cinco fantasmas. En ese momento, el dios Visnú apareció ante ellos. Al ver al dios ante ellos, los fantasmas trataron de hablar, pero no pudieron. El recitador del Veda se acostó en el piso para hacer reverencias al Señor. Tan pronto como hizo reverencias, aparecieron seis carros celestiales. El recitador del Veda fue invitado a abordar uno de los carros celestiales y los cinco fantasmas abordaron el resto de los carros. Los fantasmas alcanzaron los planetas celestiales simplemente debido a su asociación con el recitador del Veda. El recitador del Veda, posteriormente, se convirtió en el famoso gana (‘asistente’) de Visnú conocido como Viswaksena.